# Сосуны
Сосуны — вымершая деревня в Вичугском районе Ивановской области. Входит в состав Сошниковского сельского поселения.

## География
Находится в северо-восточной части Ивановской области на расстоянии приблизительно 11 км на восток по прямой от районного центра города Вичуга.

## История
В 1872 году здесь (тогда Юрьевецкий уезд Костромской губернии) было учтено 25 дворов, в 1907 году — 26.

## Население
Постоянное население составляло 117 человек (1872 год), 97 (1897), 135 (1907), 5 в 2002 году (русские 100 %), 0 в 2010.